# Аничкин, Анатолий Антонович
Анатолий Антонович Аничкин (1 января 1930; Москва, СССР — 8 августа 2014, Узбекистан) — советский и узбекский кинодраматург, сценарист, режиссёр. Член Союза кинематографистов Узбекской ССР (1 марта 1981).

## Биография
Анатолий родился 1 января 1930 года в Москве.
Окончил филологический факультет Черновицкого государственного университета.
Работал учителем русского языка и литературы в Москве. Позже перебрался в Ташкент.
В 1956—1970 год работал редактором, старшим, главным редактором творческого объединения Киностудии документальных и научно-популярных фильмов Узбекистана.
С 1970 года — сценарист кинокорпункта Министерства мелиорации и водного хозяйства СССР, режиссёр кинокорпункта Министерства легкой промышленности СССР. Выступал в печати с рассказами и стихами.
Ушёл из жизни 8 августа 2014 года в Узбекистане.

## Творческие работы
- «Ташкент всегда Ташкент» (1966, сценарист)
- «Приведи с собой воду» (1969, автор сценария)
- «Дороги Узбекистана» (документальный, автор сценария, 1969)
- «Приведи с собой воду» (документальный, сценарист, 1969)
- «По ленинским местам» (1970, режиссёр)
- «Легкая промышленность Узбекистана» (1974)
- «Мелиорация в СССР»
- «Форум дружбы и сотрудничества» (1977, автор сценария)
- «Песни солнечного края»
- «Ритмы и мелодии Каракалпакии»